# (274246) Reggiacaserta
(274246) Reggiacaserta est un astéroïde de la ceinture principale.

## Description
(274246) Reggiacaserta est un astéroïde de la ceinture principale. Il fut découvert le 31 juillet 2008 à Vallemare Borbona par Vincenzo Silvano Casulli. Il présente une orbite caractérisée par un demi-grand axe de 2,53 UA, une excentricité de 0,10 et une inclinaison de 3,9° par rapport à l'écliptique.
Il est nommé d'après le Palais de Caserte.